# Jean-François Paul de Gondi
Pour les articles homonymes, voir Famille de Gondi et Retz.
Jean-François Paul de Gondi, plus connu sous le nom de cardinal de Retz [ʁɛ], né le 20 septembre 1613 à Montmirail et mort le 24 août 1679 à Paris, est un homme d'État, homme d'Église et écrivain français. Il est notamment connu pour ses Mémoires.

## Biographie

### Famille
Neveu de Jean-François de Gondi, premier archevêque de Paris, il naît dans une ancienne famille  florentine, qui a suivi Catherine de Médicis lors de sa venue en France. Son père Philippe-Emmanuel de Gondi a été le protecteur de Vincent de Paul, qui demeure chez lui de 1613 à 1617. Sa mère, Françoise-Marguerite de Silly (1584-1625), était la fille d'Antoine de Silly, gouverneur d'Angers et ambassadeur de France en Espagne et de Marie de Lannoy, descendante de Raoul de Lannoy, chambellan du roi de France et gouverneur de Gênes.
Ses frères sont Pierre de Gondi, duc de Retz, et Henri de Gondi ; ce dernier, destiné à une grande carrière d'ecclésiastique, meurt prématurément lors d'une partie de chasse.

### Une formation à la carrière ecclésiastique
Après la mort de son frère aîné, le jeune Gondi est entraîné dans la formation cléricale, bien qu'il n'en ait ni le goût — il rêve de se couvrir de gloire sur les champs de bataille — ni les dispositions — il se sent incapable de respecter la chasteté propre au célibat. D'un esprit curieux, il étudie la théologie, lisant également Salluste et Plutarque. Son inclination pour les conspirations le pousse à écrire, à l'âge de vingt-cinq ans, un récit historique intitulé La Conjuration du comte de Fiesque, qu'il composa en 1639 d'après l'historien italien Agostino Mascardi.
En novembre 1643, à la mort de Louis XIII, il est ordonné prêtre puis nommé coadjuteur de son oncle. Peu après, le 31 janvier 1644, il est consacré évêque et reçoit l'évêché in partibus de Corinthe. Très vite, il se rend populaire par l'éloquence de ses sermons, sa générosité en matière d'aumônes, ses amitiés avec « les Grands », comme les Rohan, et ses accointances avec le parti dévot. Possédant un réseau d'alliances très développé, il joue un rôle important dans l'épisode de la Fronde (1648-1653).

### Le coadjuteur, frondeur

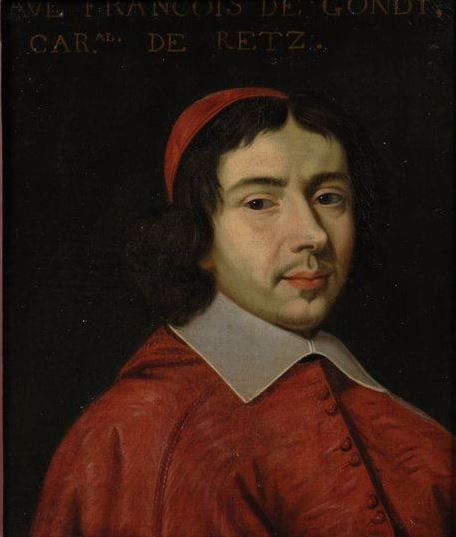
Portrait du cardinal de Retz, XVIIe siècle.

Par ambition, par désir d'obtenir la barette cardinalice, par goût naturel pour l'intrigue et par opposition politique au ministériat et à la monarchie absolue, il se lance dans la Fronde dès son début. Il tente au départ de s'imposer comme médiateur entre la reine et les parlementaires rassemblés en chambre Saint-Louis. Anne d'Autriche le congédie sans ménagement, et jette ainsi le coadjuteur dans le camp des Frondeurs. Après l'échec de la paix de Rueil et celui de la paix de Saint-Germain, il tente d'organiser la révolte en lui donnant un chef. Le Grand Condé refuse ce rôle. Gondi doit se rabattre sur son frère cadet, le prince de Conti, qu'il juge pourtant « un zéro qui ne multipliait que parce qu'il était prince du sang ».
Quand les régiments de l'armée d'Allemagne désertent en mars 1649, bien que leur chef Turenne reste avec la Fronde, Gondi « sent le vent tourner ». Il négocie en hâte avec la reine un codicille, réservant honneurs et places à lui-même et à ses amis. Cependant, Mathieu Molé, président du Parlement de Paris, divulgue le contenu du codicille, faisant ainsi brusquement chuter la popularité du coadjuteur.
Quand, après la Fronde parlementaire, Condé est trouvé trop puissant, la régente ne peut que se tourner vers Gondi et sa puissante coterie. Grâce à sa maîtresse, Charlotte de Lorraine, fille de la duchesse de Chevreuse, le coadjuteur s'est retrouvé conseiller intime de Gaston de France, oncle du roi. La reine le rencontre au cloître Saint-Honoré. Gondi accepte de faire défection, en échange du chapeau de cardinal tant convoité. Les princes sont arrêtés le 18 janvier 1650.
Le 25 novembre, néanmoins, après avoir transféré les princes au Havre, hors de portée de Gondi, Mazarin lui refuse la barrette. De nouveau, Gondi se retourne, entraînant Gaston de France avec lui. Après avoir réclamé le renvoi de Mazarin, il est informé que la reine va emmener le roi à Saint-Germain, où a fui le cardinal. Il ameute la foule, qui va au Palais-Royal vérifier que le roi est bien dans son lit. Deux meneurs surveillent le sommeil royal. Louis XIV ne pardonna jamais cette humiliation au coadjuteur. Gondi devient en 1651 abbé commendataire de l'abbaye Notre-Dame de la Chaume de Machecoul, à la suite de son oncle Jean-François de Gondi.

### Le cardinal et la chute
Le 19 février 1652, Gondi, grand adversaire de Mazarin, obtient enfin le chapeau de cardinal des mains du pape Innocent X. Quand le roi rentre à Paris en octobre 1652, l'un des premiers gestes de Mazarin est de faire jeter en prison le tout nouveau cardinal : celui-ci est mené à Vincennes le 19 décembre.
Le 21 mars 1654, son oncle, l'archevêque de Paris, meurt. Retz est toujours en prison, malgré l'intercession de ses amis et même du pape. Retz signe une renonciation suffisamment vague pour être dénoncée aussitôt après. Placé en résidence surveillée au château de Nantes, il s'en échappe le 8 août 1654 grâce à une corde dissimulée sous sa simarre. Furieux, Mazarin déclare vacant l'archevêché, et Retz gagne l'Espagne, puis Rome. Il nomme des vicaires qui parviennent à administrer le diocèse pour lui. En 1655, Alexandre VII succède à Innocent X. Mazarin le dépeint au pape comme un janséniste endurci. Alexandre VII, élu en partie grâce à l'appui de Retz, nie le tout vivement.
Pendant ses années d'exil, Gondi, après sa fuite du château de Nantes, vient se réfugier à Belle-Île-en-Mer qu'il a héritée de son grand-oncle, Albert de Gondi. En difficulté, il consent à vendre Belle-Île au surintendant Nicolas Fouquet pour environ « quatorze cent mille livres ». Fouquet achève ce que son prédécesseur a commencé, à savoir l'agrandissement de la citadelle dans la commune de Palais.
Le cardinal de Retz se réfugie par la suite dans son château de Commercy, centre de la principauté qu'il avait héritée de sa mère en 1640.
Retz voyage alors en Europe, s'intéressant à la politique locale. Il prend ainsi parti en faveur des Stuarts. Quand Mazarin meurt en 1661, Retz espère rentrer en grâce, sous-estimant la rancune de Louis XIV. En 1662, il se résigne à renoncer à son siège, mais obtient en échange l'abbaye de Saint-Denis, un bénéfice considérable. Il empêche Alexandre VII d'excommunier le Parlement de Paris, qui a rejoint la Sorbonne dans son combat contre l'infaillibilité pontificale. Il peut regagner Paris en 1668 et continue à se mêler de politique, mais uniquement des affaires entre Paris et Rome. Il prend part aux conclaves de Clément IX et Clément X, et attire quelques suffrages sur sa tête en 1676.
Retz meurt le 24 août 1679, après s'être retiré dans son abbaye de Saint-Denis. Il y est inhumé, mais Louis XIV interdit qu'on dresse une plaque commémorative mentionnant son nom.

## Retz, mémorialiste

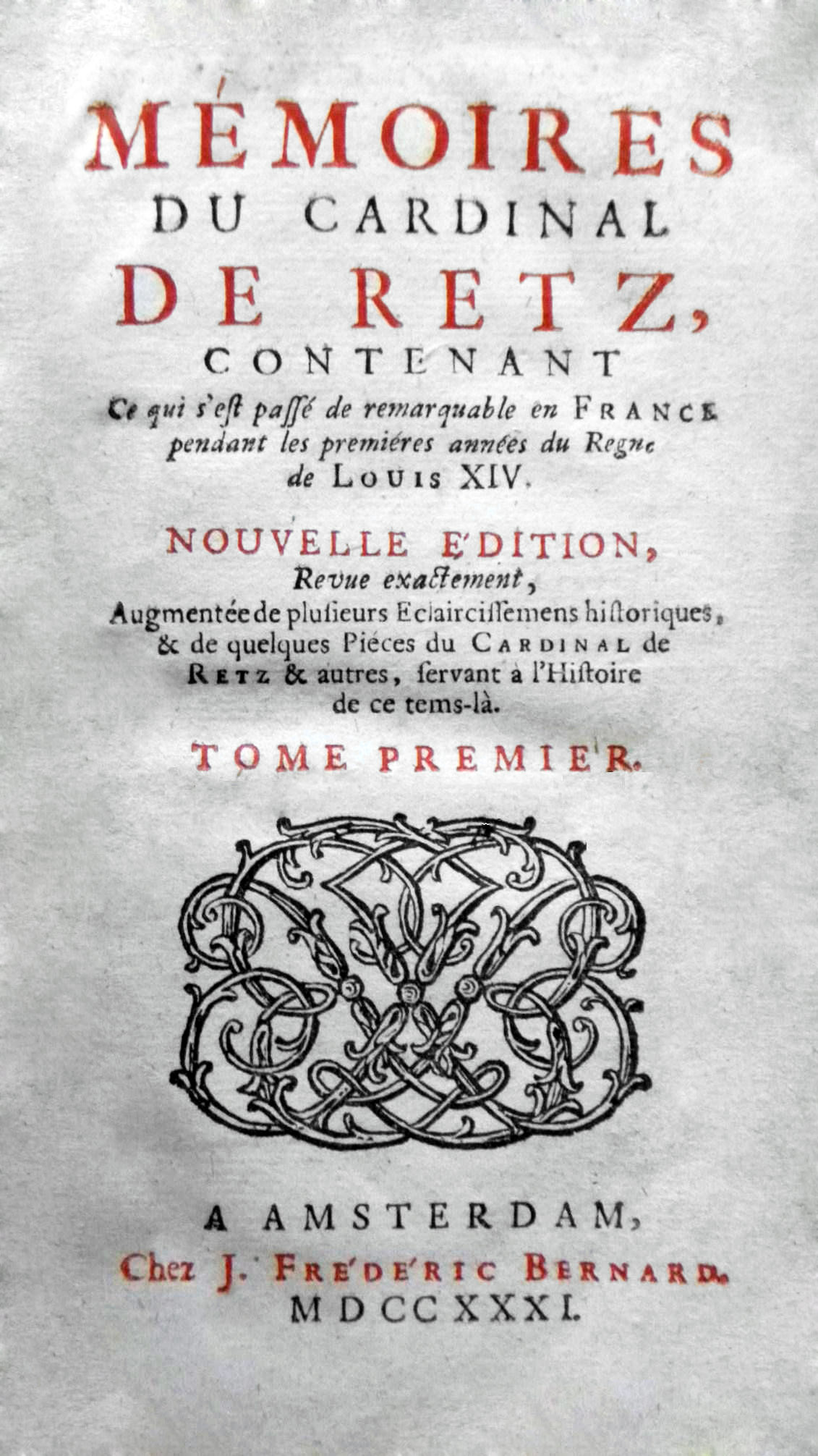
Édition des Mémoires datée de 1731 (parue chez J-F Bernard à Amsterdam).

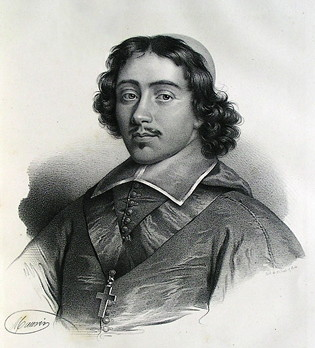
Le cardinal de Retz, gravure du XIXe siècle.

Le cardinal de Retz reste connu pour ses Mémoires, rédigés entre 1675 et 1677 et publiés seulement en 1717, soit quarante ans après leur rédaction. Le sous-titre en est : 

« Contenant ce qui s'est passé de plus remarquable en France, pendant les premières années du Règne de Louis XIV »

À leur sortie, les Mémoires sont publiés à Nancy (capitale du duché de Lorraine) et à Amsterdam.
Retz y raconte, d'une plume spirituelle et sous forme romancée, son implication dans la Fronde. Considérés comme un des plus grands chefs-d'œuvre du XVIIe siècle, ses Mémoires sont souvent comparés à ceux du duc de Saint-Simon.

### Postérité
Le photographe Henri Cartier-Bresson a mis en exergue de son ouvrage Images à la sauvette une phrase des Mémoires : 

« Il n'y a rien dans le monde qui n'ait son moment décisif, et le chef-d'œuvre de la bonne conduite est de connaître et de prendre ce moment. »

## Œuvres
- Œuvres complètes, publiées par Jacques Delon aux éditions Honoré Champion : 
  - t. I. Œuvres oratoires, politiques et religieuses, 2005.
  - t. II. Discours philosophiques. Controverses avec Desgabets sur le cartésianisme, 2005.
  - t. III. Correspondance. Affaire du cardinalat, 2005.
  - t. IV. Correspondance. Lettres épiscopales, 2005.
  - t. V. Correspondance. Affaires d’Angleterre et Affaires de Rome, 2007.
  - t. VI. Correspondance. Affaires privées. Textes établis, avec introduction, notes, bibliographie, reproduction de manuscrits, illustrations, index des noms de personnes, index des noms de lieux, 2009.
  - t. VII. Conjuration de Fiesque et Pamphlets, 2011.
  - t. VIII. et IX. Mémoires, 2015.
  - t. X. La langue du Cardinal de Retz, 2018.
- Cardinal de Retz, La Fronde, 10|18, 1962, 312 p.(édition abrégée avec table des matières)

## Armoiries
| Armes | Blasonnement                                                                  |
| ----- | ----------------------------------------------------------------------------- |
|       | D'or, à deux masses d'armes de sable, passées en sautoir et liées de gueules. |

## Généalogie
Il est le fils de Philippe-Emmanuel de Gondi, comte de Joigny, marquis de Belle-Île, baron de Montmirel, seigneur de Dampierre et de Villepreux, général des Galères de France, et de Françoise Marguerite de Silly (1584-1625), dame de Commercy (voir le paragraphe Généalogie ci-dessous).